# Jean Cézard
Jean Cézard, noto anche con lo pseudonimo di Cézard (Membery, 23 marzo 1924 – Gassin, 8 marzo 1977), è stato un fumettista e sceneggiatore francese. Cézard è nato nel dipartimento francese dell'Alta Saona. Autore prolifico nel dopoguerra, ha esercitato il suo talento sia nel genere realista che in quello comico, ma rimane noto soprattutto per alcuni dei suoi personaggi il cui tratto preciso, dettagliato e arrotondato sottolineava perfettamente la loro natura umoristica: Kiwi (un piccolo uccellino sfortunato), Arthur le fantôme justicier (serie pubblicata sulla rivista Vaillant sul n° 451 del 1954), Les Rigolus et les Tristus (serie pubblicata su Pif Gadget), Surplouf le petit corsaire (serie pubblicata su Pif Gadget). Cézard è anche stato un colorista la cui arte era magistrale e ricca di sfumature. Era meno conosciuto di fumettisti come Greg, Jean Tabary o Albert Uderzo.

## Biografia
Cézard ha iniziato la sua carriera nel 1946 con la rivista Francs-Jeux , dove dopo alcuni lavori di illustrazione comici, ha prodotto la serie a fumetti Monsieur Toudou dell'anno 1948. Ha poi creato le avventure di Pillul che sono uscite in diverse pubblicazioni delle edizioni SAETL ( Selezione Daredevil, Il Corsaro e Texas Bill ), poi, Les mirobolantes aventures du Professeur Pipe per il settimanale Mon Journal, serie che riprese nel piccolo formato nel 1959nel periodico Dakota.
Dal 1949 al 1954 disegnò alcuni fumetti realistici per Aventures et Voyages: Brik , poi Yak , che furono pubblicati come "Storie complete" con lo stesso nome. Dal 1951 lavora per il settimanale Vaillant per il quale realizza diverse serie: Les Compagnons de la section noire, la Quête de l'Aruda, le Chevalier de Lagardère, Terre de héros.
Nel 1953 inizia a lavorare per Editions Vaillant sulla rivista Vaillant, continua anche dopo il cambio nome, nel 1969, in Pif Gadget con il personaggio che fu il suo più grande successo, Arthur le fantôme justicier, che disegna fino alla sua morte nel 1977. Nel 1969 questo piccolo personaggio, che viaggia anche nel tempo e nello spazio, atterra su un pianeta rosso e verde popolato da curiosi alieni. Furono Les Rigolus e il Tristus ad avere un tale successo da essere oggetto di una loro serie fino al 1973. Questa serie terminò nel 1973, quando iniziò quella di Surplouf le petit corsaire.
Parallelamente, Cézard continua la sua collaborazione con Aventures et Voyages per i quali disegna Jim Minimum e Billy Bonbon(tre album francesi e uno inedito per i Paesi Bassi). Crea anche per le edizioni Lug il personaggio di Kiwi , una calamità volatile le cui disavventure lo spingono sempre in prigione o in ospedale nell'ultima vignetta delle sue storie. È stato pubblicato dal 1955 al 1968 in un "piccolo formato" che porta il suo nome.

## Le sue principali serie

### Serie normale
- Brik.[12]
- Yak.

### Serie umoristica
- Arthur le fantôme justicier[13].
- Monsieur Toudou.
- Les Rigolus et les Tristus[14].
- Surplouf le petit corsaire[15].
- Le père Passepasse.
- Jim Minimum[16]
- Billy Bonbon[17]